# The Ocean Race 2023
The Ocean Race 2023 es la decimocuarta edición de la vuelta al mundo a vela. La regata comenzó en Alicante (España) el 8 de enero de 2023 y terminará en Génova (Italia) en junio de 2023 en ambos casos con una regata costera.
Las diferentes ciudades que albergarán la regata se fueron desvelando a lo largo de 2019, por este orden: Alicante, Aarhus, La Haya, Cabo Verde, Génova, Itajaí, Ciudad del Cabo, Auckland, y Shenzhen. En noviembre de 2021 la organización publicó la ruta definitiva, eliminando las paradas en China y Nueva Zelanda debido a las restricciones por COVID-19. La tercera etapa se convertirá en la etapa más larga de la historia de la regata con un total de 12.750 millas náuticas.
Durante el trascurso de la edición anterior se publicó que en esta edición habría dos categorías con dos tipos de barcos distintos el VO65 y IMOCA60, siendo el primero más robusto y usado en las últimas ediciones y el segundo el más ligero y veloz. Finalmente la organización comunicó que la categoría VO65 solo competiría en 3 etapas, siendo los IMOCA los únicos que participarían en la vuelta al mundo.

## Los Barcos
Compiten dos clases de yates: Los Volvo Open 65 y los IMOCA Open 60.

## Equipos participantes
| Equipo                               | País                                  | Patrón/es                                         | Tripulación |
| ------------------------------------ | ------------------------------------- | ------------------------------------------------- | --- |
| IMOCA                                |                                       |                                                   | |
| 11th Hour Racing                     | Estados Unidos                        | Charlie Enright                                   | Justine Mettraux - Tripulante Simon Fisher - Navegante Francesca Clapcich - Tripulante Damian Foxall - Tripulante Jack Bouttell - Jefe de Guardia Amory Ross - Reportero a bordo |
| GUYOT environnement - Team Europe    | Unión Europea · ( Alemania y Francia) | Benjamin Dutreux Robert Stanjek                   | Annie Lush - Tripulante Phillip Kasüske - Tripulante Anne-Claire le Berre - Tripulante Gauthier Lebec - Tripulante Sébastien Simon - Tripulante Támara Echegoyen - Tripulante Charles Drapeau - Reportero a bordo |
| Biotherm Racing                      | Francia                               | Paul Meilhat                                      | Anthony Marchand - Tripulante Mariana Lobato - Tripulante Alan Roberts - Tripulante Marie Riou - Tripulante Amélie Grassi - Tripulante Damien Seguin - Tripulante Samantha Davies - Tripulante Ronan Gladu - Reportero a bordo Anne Beaugé - Reportero a bordo Zhang Minghao - Reportero a bordo |
| Team Malizia                         | Alemania                              | Boris Herrmann Will Harris                        | Nicolas Lunven - Tripulante Rosalin Kuiper - Tripulante Christopher Pratt - Tripulante Axelle Pillain - Tripulante Yann Elies - Tripulante Antoine Auriol - Reportero a bordo |
| Holcim - PRB                         | Suiza                                 | Benjamin Schwartz Kevin Escoffier                 | Sam Goodchild - Tripulante Abby Ehler - Tripulante Fabien Delahaye - Tripulante Tom Laperche - Tripulante Susann Beucke - Tripulante Martin Le Pape - Tripulante Annemieke Bes - Tripulante Yoann Richomme - Tripulante Georgia Schofield - Reportera a bordo Julien Champollion - Reportero a bordo |
| VO65                                 |                                       |                                                   | |
| Team JAJO                            | Países Bajos                          | Jelmer van Beek                                   | Rutger Vos- Tripulante Jorden van Rooijen- Tripulante Bouwe Bekking- Tripulante Maja Micińska- Tripulante Greg Lowden- Tripulante Laura van Veen- Tripulante Max Deckers- Tripulante Simbad Quiroga- Tripulante Joy Eilish Fitzgerald- Tripulante Brend Schuil - Reportero a bordo |
| WindWhisper Racing Team              | Polonia                               | Pablo Arrarte Daryl Wislang (etapa 3)             | Stan Bajerski - Tripulante Szymon Cierzan - Tripulante Liz Wardley - Tripulante Marcin Sutkowski - Tripulante Mateusz Gwóźdź - Tripulante Magdalena Kwaśna - Tripulante Willy Altadill - Tripulante Aksel Magdahl - Tripulante Arianne van de Loosdrecht - Tripulante Antonio Cuervas-Mons - Tripulante Tomasz Piotrowski - Reportero a bordo |
| Ambersail 2                          | Lituania                              | Rokas Milevičius                                  | Saulius Pajarskas - Tripulante Wiktor Kobryń - Tripulante Deimantė Jarmalavičiūtė - Tripulante Anastasia Kolesnichenko - Tripulante Martin Volkovicki - Tripulante Jonas Drąsutavičius - Tripulante Domantas Juškevičius - Tripulante Sofiia Naumenko - Tripulante Martynas Karpavičius - Tripulante Sigitas Babilius - Reportero a bordo |
| Mirpuri/Trifork Racing Team          | Portugal (etapa 1) Dinamarca          | Antonio Fontes (etapa 1) Chuny Bermúdez de Castro | Frederico Pinheiro de Melo - Tripulante (etapa 1) Matilde Pinheiro de Melo - Tripulante (etapa 1) Mariana Lobato - Tripulante (etapa 1) Francisca Pinho - Tripulante (etapa 1) Hélder Basílio - Tripulante (etapa 1) Diogo Cayolla - Tripulante (etapa 1) Francisco Maia - Tripulante (etapa 1) Francisco Cai-Água - Tripulante (etapa 1) Paulo Mirpuri - Tripulante (etapa 1) Robin Christol - Reportero a bordo (etapa 1) Bouwe Bekking - Tripulante Peter van Niekerk - Tripulante Jens Dolmer - Tripulante Suzy Peters - Tripulante Jørn Larsen - Tripulante Mike Pammenter - Tripulante Kate Jordan - Tripulante Klaes Meier-Andersen - Tripulante Anna-Lena Elled - Tripulante Bérénice Charrez - Tripulante Iben Nielsby Christensen - Reportero a bordo |
| Viva México                          | México                                | Erik Brockmann                                    | Roberto Bermúdez de Castro - Tripulante (etapa 1) Jaime Arbones - Tripulante Juan Varela - Tripulante Annemieke Bes - Tripulante (etapa 1) Carlos Bermúdez de Castro - Tripulante Tania Elías Calles - Tripulante Juan Luís Medina - Tripulante Dominique Knüppel - Tripulante Jerónimo Cervantes - Tripulante Gonzalo Infante - Tripulante Jorge Gonzálvez - Tripulante Ricardo Brockmann - Tripulante Jen Edney - Reportero a bordo |
| Austrian Ocean Racing by Team Genova | Austria Italia                        | Gerwin Jansen                                     | Jolbert van Dijk - Tripulante Ruaridh Wright - Tripulante Michiel Goegebeur - Tripulante Deborah Blair - Tripulante Alberto Riva - Tripulante Oliver Kobale - Tripulante Anna Luschan - Tripulante Daniel Dagenais-Gaw - Tripulante Cecilia Zorzi - Tripulante Stefan Leitner - Reportero a bordo |

## Resumen de las etapas
- Señalada en azul la etapa en curso.

| Etapa          | Salida          | Punto de Paso   | Llegada         | Distancia | Salida (UTC)                         | Vencedor                          | Vencedor                   |
| Etapa          | Salida          | Punto de Paso   | Llegada         | Distancia | Salida (UTC)                         | IMOCA                             | VO65                       |
| -------------- | --------------- | --------------- | --------------- | --------- | ------------------------------------ | --------------------------------- | -------------------------- |
| Regata costera | Alicante        | Alicante        | Alicante        | -         | 8 de enero de 2023, 15:00h y 13:00h  | Team Malizia                      | WindWhisper Racing Team    |
| Etapa 1        | Alicante        |                 | Cabo Verde      | 1.900mn   | 15 de enero de 2023, 13:00h          | Holcim - PRB                      | WindWhisper Racing Team    |
| Etapa 2        | Cabo Verde      |                 | Ciudad del Cabo | 4.600mn   | 25 de enero de 2023, 17:00h          | Holcim - PRB                      | La flota VO65 no participa |
| Regata costera | Ciudad del Cabo | Ciudad del Cabo | Ciudad del Cabo | -         | 24 de febrero de 2023, 12:15h        | Holcim - PRB                      | La flota VO65 no participa |
| Etapa 3        | Ciudad del Cabo |                 | Itajaí          | 12.750mn  | 26 de febrero de 2023, 12:15h        | Team Malizia                      | La flota VO65 no participa |
| Regata costera | Itajaí          | Itajaí          | Itajaí          | -         | 21 de abril de 2023, 17:10h          | 11th Hour Racing                  | La flota VO65 no participa |
| Etapa 4        | Itajaí          |                 | Newport         | 5.700mn   | 23 de abril de 2023, 16:15h          | 11th Hour Racing                  | La flota VO65 no participa |
| Regata costera | Newport         | Newport         | Newport         | -         | 21 de mayo de 2023, 18:15h           | Team Malizia                      | La flota VO65 no participa |
| Etapa 5        | Newport         |                 | Aarhus          | 3.500mn   | 21 de mayo de 2023, 18:15h           | 11th Hour Racing                  | La flota VO65 no participa |
| Regata costera | Aarhus          | Aarhus          | Aarhus          | -         | 4 de junio de 2023, 12:15h y 10:10h  | Biotherm                          | WindWhisper Racing Team    |
| Etapa 6        | Aarhus          | Kiel            | La Haya         | 800mn     | 8 de junio de 2023, 16:15h y 14:10h  | 11th Hour Racing                  | WindWhisper Racing Team    |
| Regata costera | La Haya         | La Haya         | La Haya         | -         | 13 y 14 de junio de 2023, 15:40h     | GUYOT environnement - Team Europe | Team Jajo                  |
| Última etapa   | La Haya         |                 | Génova          | 2.200mn   | 15 de junio de 2023, 16:15h y 11:10h | Team Malizia                      | WindWhisper Racing Team    |
| Regata costera | Génova          | Génova          | Génova          | -         | 1 de julio de 2023, 12:10h y 10:05h  | 11th Hour Racing                  | Team Jajo                  |

## Clasificación

### Sistema de puntuación
- La clasificación se rige por un sistema en el que se premia a la máxima puntuación, otorgando al ganador el mismo número de puntos que participantes en la regata.
- Las etapas 3 y 5 que cruzan océanos de oeste a este puntuarán el doble:  el Océano Índico y el Océano Pacífico (desde Ciudad del Cabo a Itajaí) y el Atlántico Norte (entre Newport y Aarhus).
- Los puntos de la etapa 3 se dividirán entre el orden en que los equipos pasen por la longitud de 143 grados este y su orden de llegada al final de la etapa. En la etapa 5 serán simplemente el doble.
- Las regatas In-Port no contarán para la general, pero servirán para el desempate entre dos equipos que lleguen con los mismos puntos a la llegada a Génova.

### Etapas oceánicas
| Pos. | Equipo                            | Etapa | Etapa | Etapa | Etapa | Etapa | Etapa | Etapa | Correc. | Total |
| ---- | --------------------------------- | ----- | ----- | ----- | ----- | ----- | ----- | ----- | ------- | ----- |
| Pos. | Equipo                            | 1     | 2     | 3     | 4     | 5     | 6     | 7     | Correc. | Total |
| 1º   | 11th Hour Racing                  | 4     | 3     | 6     | 5     | 10    | 5     | 4     | 0       | 33    |
| 2.º  | Holcim - PRB                      | 5     | 5     | 9     | 0     | 8     | 4     | 3     | 0       | 34    |
| 3.º  | Team Malizia                      | 3     | 2     | 9     | 4     | 6     | 3     | 5     | 0       | 32    |
| 4.º  | Biotherm Racing                   | 2     | 4     | 4     | 3     | 4     | 2     | 4     | 0       | 23    |
| 5.º  | GUYOT environnement - Team Europe | 1     | 1     | 0     | 0     | 0     | 1     | 0     | -1      | 2     |

### Regatas costeras
| Pos. | Equipo                            | Equipo                            | Regata costera | Regata costera | Regata costera | Regata costera | Regata costera | Regata costera | Regata costera | Puntos |
| ---- | --------------------------------- | --------------------------------- | -------------- | -------------- | -------------- | -------------- | -------------- | -------------- | -------------- | ------ |
| Pos. | Equipo                            | Equipo                            | Alicante       | C. Cabo        | Itajaí         | Newport        | Aarhus         | La Haya        | Génova         | Puntos |
| 1.º  | 11th Hour Racing                  | 11th Hour Racing                  | 4              | 4              | 5              | 4              | 3              | 4              | 5              | 29     |
| 2.º  | Team Malizia                      | Team Malizia                      | 5              | 3              | 3              | 5              | 2              | 3              | 4              | 25     |
| 3.º  | Biotherm Racing                   | Biotherm Racing                   | 3              | 0              | 4              | 2              | 5              | 2              | 3              | 19     |
| 4.º  | Holcim - PRB                      | Holcim - PRB                      | 0              | 5              | 2              | 3              | 4              | 1              | 2              | 17     |
| 5.º  | GUYOT environnement - Team Europe | GUYOT environnement - Team Europe | 2              | 2              | 1              | 0              | 0              | 5              | 0              | 10     |

### VO65 Sprint Cup
| Pos. | Equipo                               | Equipo                               | Etapa oceánica | Etapa oceánica | Etapa oceánica | Etapa oceánica | Etapa oceánica | Regata costera | Regata costera | Regata costera | Regata costera | Regata costera |
| ---- | ------------------------------------ | ------------------------------------ | -------------- | -------------- | -------------- | -------------- | -------------- | -------------- | -------------- | -------------- | -------------- | -------------- |
| Pos. | Equipo                               | Equipo                               | 1              | 2              | 3              | Correc.        | Total          | Alicante       | Aarhus         | La Haya        | Génova         | Puntos         |
| 1º   | WindWhisper Racing Team              | WindWhisper Racing Team              | 6              | 6              | 6              | 0              | 18             | 6              | 6              | 5              | 2              | 19             |
| 2.º  | Team JAJO                            | Team JAJO                            | 5              | 4              | 5              | 0              | 14             | 0              | 5              | 6              | 6              | 17             |
| 3.º  | Austrian Ocean Racing by Team Genova | Austrian Ocean Racing by Team Genova | 4              | 3              | 3              | 0              | 10             | 0              | 2              | 3              | 3              | 8              |
| 4.º  | Viva México                          | Viva México                          | 2              | 2              | 4              | 0              | 8              | 0              | 4              | 2              | 4              | 10             |
| 5.º  | Mirpuri/Trifork Racing Team          | Mirpuri/Trifork Racing Team          | 0              | 5              | 2              | 0              | 7              | 0              | 3              | 4              | 5              | 12             |
| 6.º  | Ambersail 2                          | Ambersail 2                          | 3              | 0              | 0              | 0              | 3              | 0              | 0              | 0              | 0              | 0              |

| NO EMPEZÓ | NO TERMINÓ | RETIRADO | DESCALIFICADO | PUNTUACIÓN CORREGIDA | PROVISIONAL |